# Clairfayts
Clairfayts ist eine französische Gemeinde mit 361 Einwohnern (Stand 1. Januar 2022) im Département Nord in der Region Hauts-de-France. Sie gehört zum Arrondissement Avesnes-sur-Helpe und zum Gemeindeverband Cœur de l’Avesnois.

## Geografie
Die Gemeinde Clairfayts liegt im Regionalen Naturpark Avesnois an der Grenze zu Belgien, 13 Kilometer südöstlich von Maubeuge. Umgeben wird Clairfayts von den Nachbargemeinden Beaurieux im Norden, Sivry-Rance (Belgien) im Osten, Willies im Süden sowie Solre-le-Château im Westen.

## Bevölkerungsentwicklung
| Jahr                       | 1962 | 1968 | 1975 | 1982 | 1990 | 1999 | 2009 | 2020 |
| Einwohner                  | 246  | 268  | 253  | 244  | 316  | 338  | 359  | 363  |
| Quellen: Cassini und INSEE |      |      |      |      |      |      |      |      |

## Sehenswürdigkeiten
- Kirche Paulus' Bekehrung (Conversion-de-Saint-Paul)
- mehrere kleine Kapellen

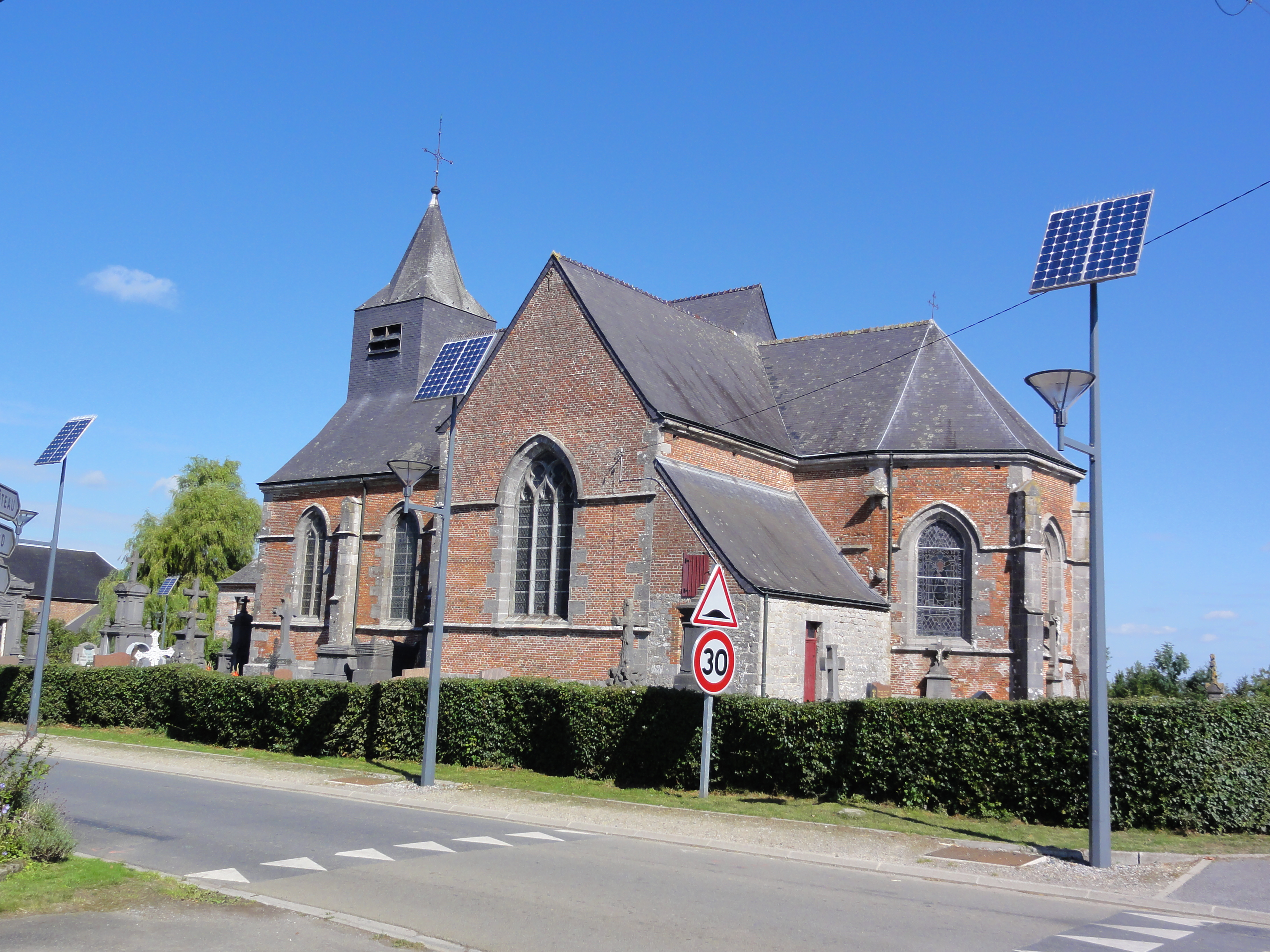
Kirche Paulus' Bekehrung
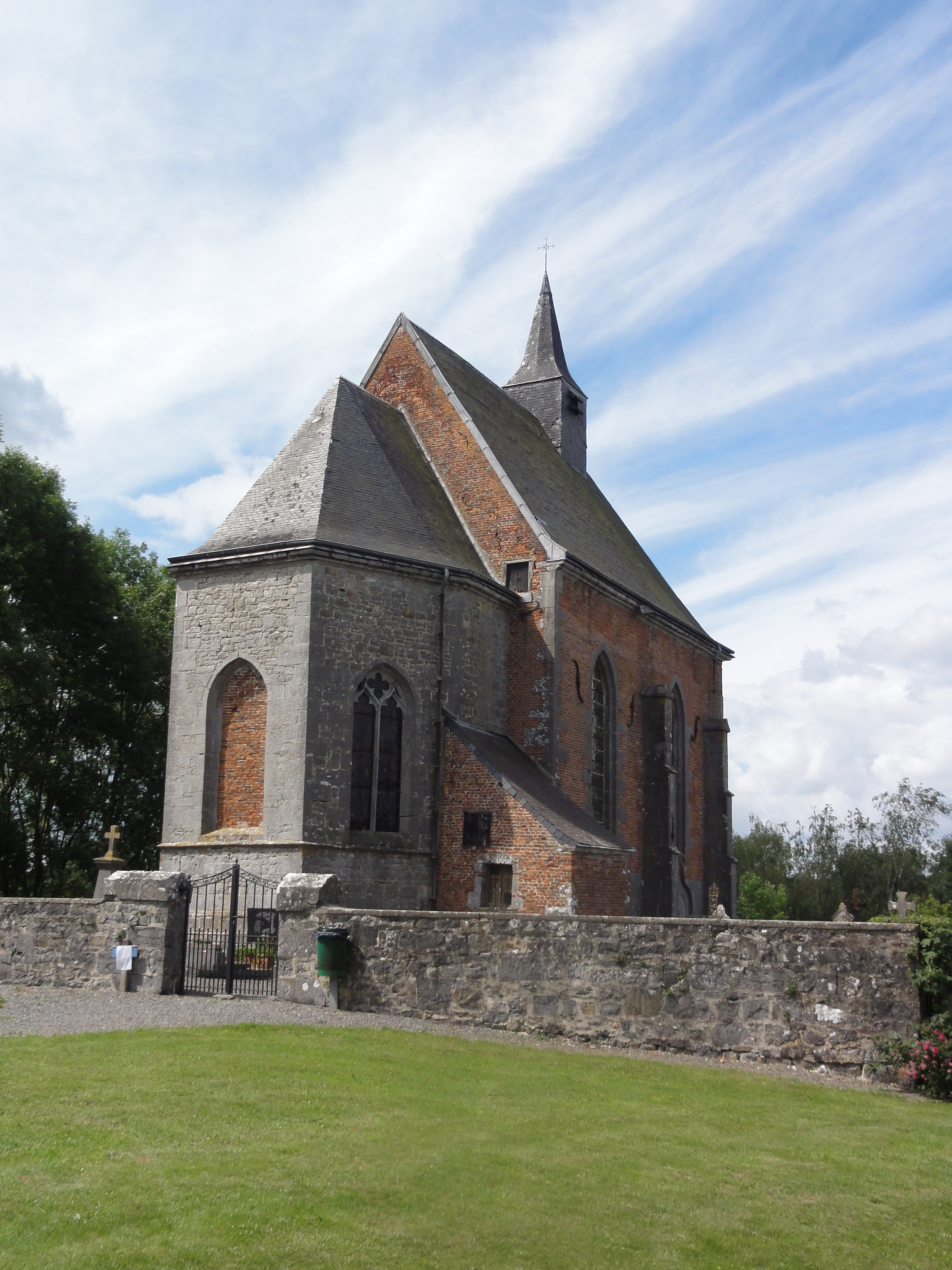
Kapelle Épinoy
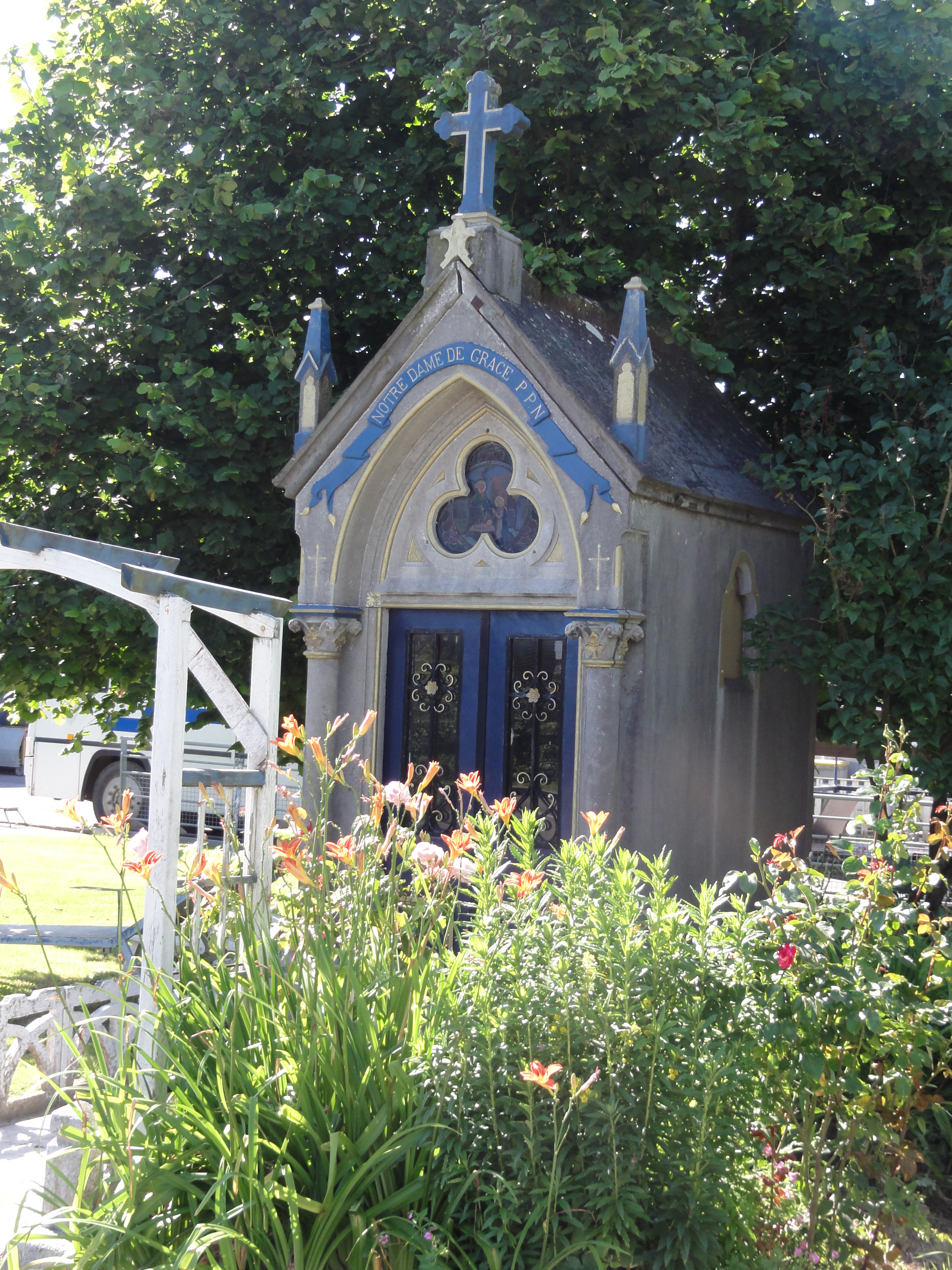
Kapelle Notre-Dame-de-Grâce
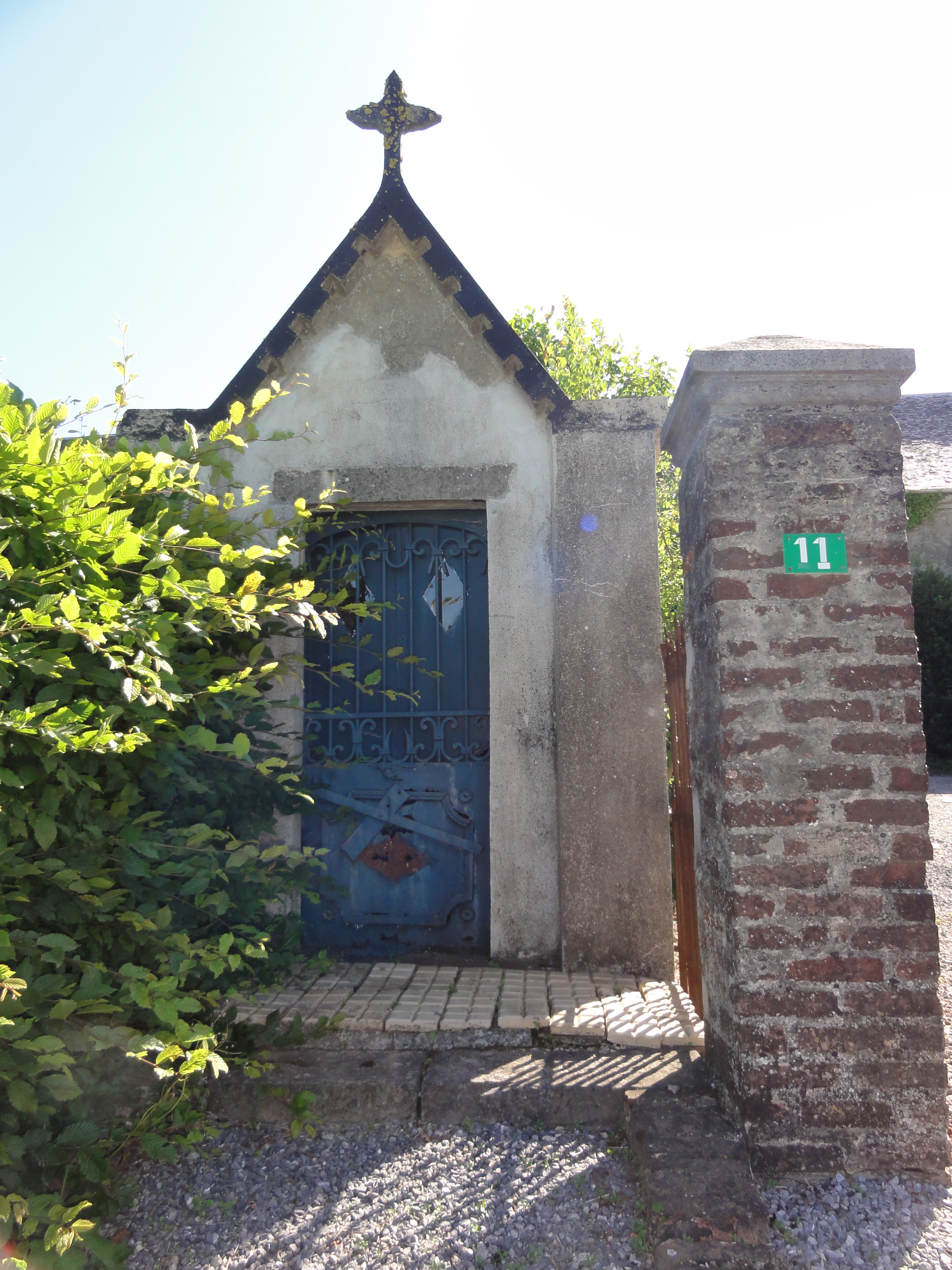
Kapelle Notre-Dame-de-Lourdes
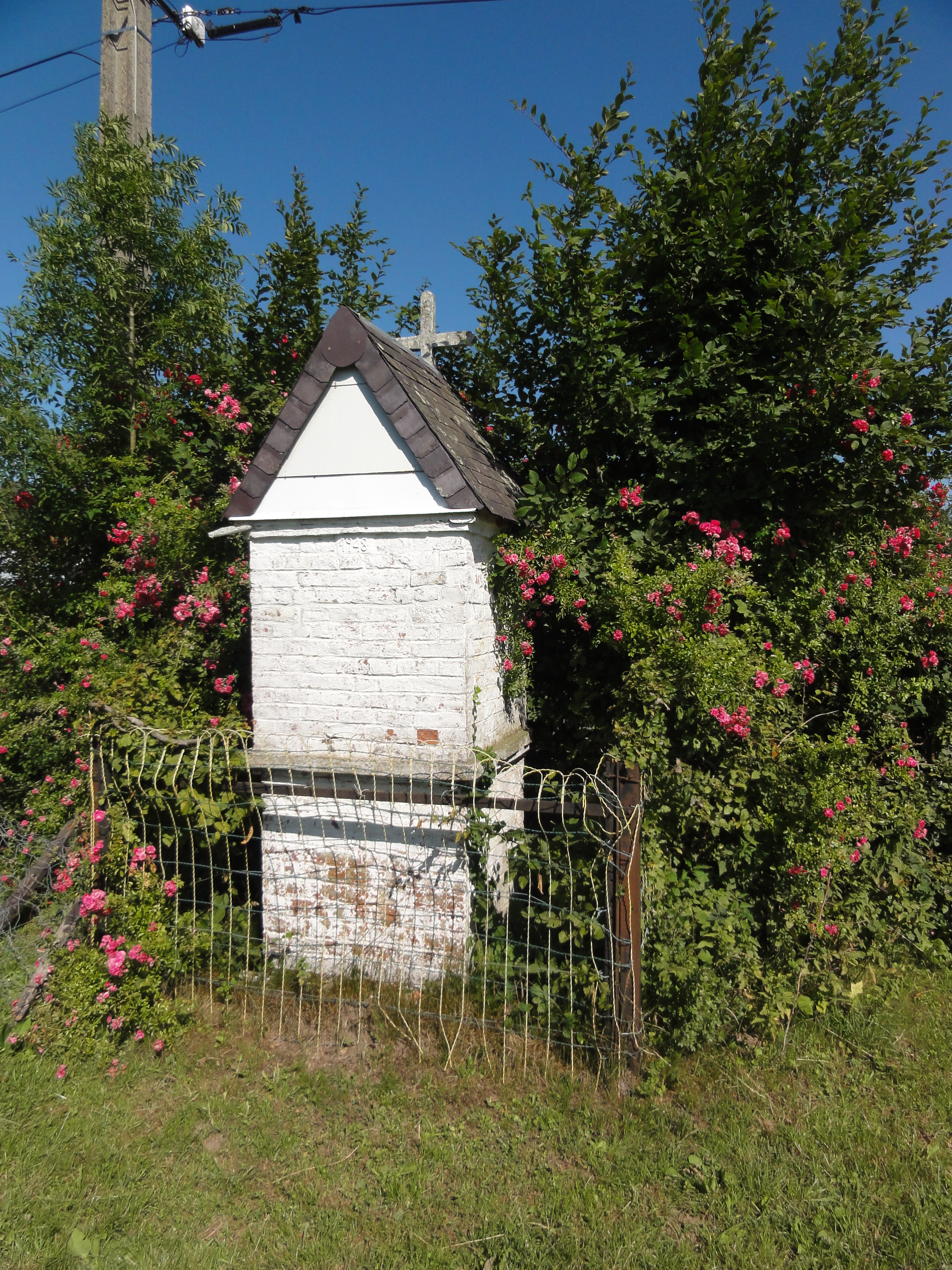
Kapelle Saite-Thérese
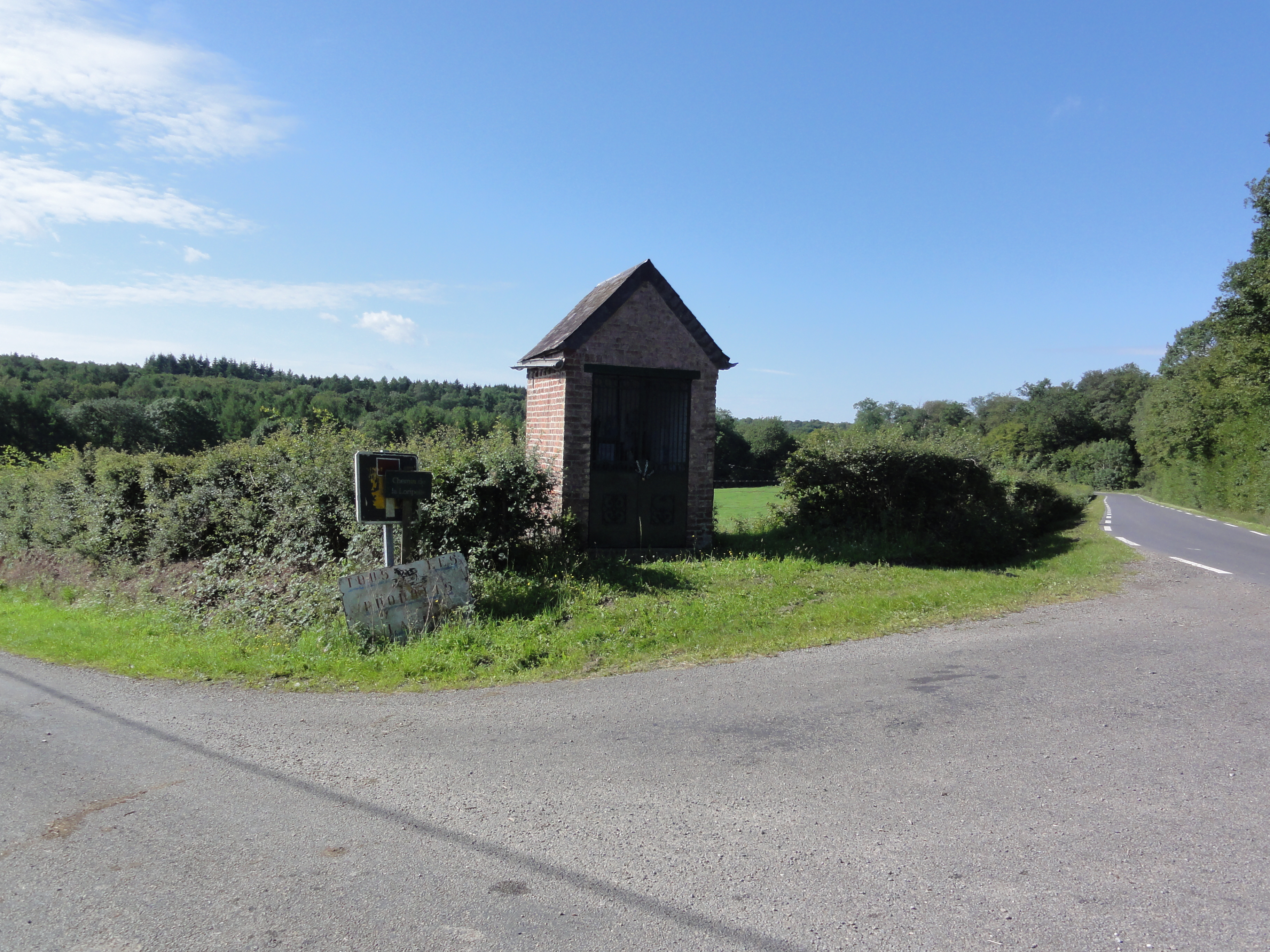
Kapelle am Chemin de la Loupette